# Mmode
 (mars 2024).
 (avril 2025).
 (mars 2024).
La mise en forme du texte ne suit pas les recommandations de Wikipédia : il faut le « wikifier ».
Les points d'amélioration suivants sont les cas les plus fréquents :
- Les titres sont pré-formatés par le logiciel. Ils ne sont ni en capitales, ni en gras.
- Le texte ne doit pas être écrit en capitales (les noms de famille non plus), ni en gras, ni en italique, ni en « petit »…
- Le gras n'est utilisé que pour surligner le titre de l'article dans l'introduction, une seule fois.
- L'italique est rarement utilisé : mots en langue étrangère, titres d'œuvres, noms de bateaux, etc.
- Les citations ne sont pas en italique mais en corps de texte normal. Elles sont entourées par des guillemets français : « et ».
- Les listes à puces sont à éviter, des paragraphes rédigés étant largement préférés. Les tableaux sont à réserver à la présentation de données structurées (résultats, etc.).
- Les appels de note de bas de page (petits chiffres en exposant, introduits par l'outil «  Source ») sont à placer entre la fin de phrase et le point final[comme ça].
- Les liens internes (vers d'autres articles de Wikipédia) sont à choisir avec parcimonie. Créez des liens vers des articles approfondissant le sujet. Les termes génériques sans rapport avec le sujet sont à éviter, ainsi que les répétitions de liens vers un même terme.
- Les liens externes sont à placer uniquement dans une section « Liens externes », à la fin de l'article. Ces liens sont à choisir avec parcimonie suivant les règles définies. Si un lien sert de source à l'article, son insertion dans le texte est à faire par les notes de bas de page.
- La présentation des références doit suivre les conventions bibliographiques. Il est recommandé d'utiliser les modèles {{Ouvrage}}, {{Chapitre}}, {{Article}}, {{Lien web}} et/ou {{Bibliographie}}. Le mode d'édition visuel peut mettre en forme automatiquement les références.
- Insérer une infobox (cadre d'informations à droite) n'est pas obligatoire pour parachever la mise en page.

Pour une aide détaillée, merci de consulter Aide:Wikification.
Si vous pensez que ces points ont été résolus, vous pouvez retirer ce bandeau et améliorer la mise en forme d'un autre article.
La grappe métropolitaine de mode ou mmode est un organisme à but non lucratif. Fondé en 2015 par le rassemblement d'entreprises québécoises de la mode en réaction à une concurrence grandissante, l'organisation mmode a pour mission de rassembler et de fédérer les acteurs de l’industrie de la mode québécoise, dont les quatre grands piliers sont les créateurs, les manufacturiers, les grossistes-distributeurs et les détaillants.

## Semaine de la mode de Montréal
Initialement organisée par le Groupe Sensation Mode, la Semaine de la mode de Montréal avait pris fin en 2013. Lorsque le feu Conseil des créateurs de mode du Québec qui en détenait les droits a cessé d'exister.
C'est en 2021 que mmode relance la Semaine Mode de Montréal avec une nouvelle formule. Éclatée aux quatre coins de la métropole et de la province, cette nouvelle formule invite chaque entreprise, établissement et organisme basés au Québec à mettre sur pied un événement de son choix pour le public québécois.

## Gala mmode
Lancé en 2021, le Gala mmode se veut être l'occasion de rassembler l'industrie de la mode québécoise pour récompenser la relève et ses talents émergents.

### Gala 2023
A l'occasion de la troisième édition du Gala, mmode a remis deux bourses et quinze prix pour une valeur totale de plus de 140 000 CA$, à des entrepreneurs et des créateurs de la relève. Les distinctions et leurs lauréats sont les suivants :
- Bourse d'excellence en design et vêtements techniques : Gauthier Rialland - diplômé du Collège LaSalle
- Bourse d'excellence Michèle Boulanger-Bussières : Maxence Eugénie Richard - étudiante au Collège LaSalle
- Prix distinction en mode croissance : Bonnetier et NEMRAC
- Prix d'innovation #mmodeéco : Le bac rose
- Prix d'innovation cuir et  fourrure sauvages : Mikuniss Collection
- Prix d'innovation mode et habillement : ESSER
- Prix distinction coup de cœur du public : Em & May
- Prix distinction diversité et inclusion : Origami Customs
- Prix distinction développement du marché américain - prêt-à-porter féminin : Eliza Faulkner
- Prix distinction développement du marché américain - prêt-à-porter masculin : BEDI
- Prix distinction entrepreneuse féminine : Noémiah
- Prix distinction entreprise à propriété autochtone : Bastien Industries
- Prix distinction employeur de l'année : Poches & fils
- Prix distinction honorifique : Président au Vice-président Louis Bideau - fondateur de Logistik Unicorp
- Prix reconnaissance coup de cœur de président : Mindful Pigs
- Prix reconnaissance coup de cœur semaine mode de Montréal 2023 : Anne-Marie Chagnon et WellDunn Jewlry

### Gala 2022
Lors de cette seconde édition du Gala, mmode a remis onze prix pour une valeur totale de 105 000 CA$, à des entrepreneurs et créateurs de la relève québécoise. Ils ont chacun reçu une dotation en reconnaissance de leur excellence et de leur talent, ainsi qu'un prix de distinction, dans les catégories suivantes :
- Choix de chaise : Ysaline Lannes - 1ER MAI
- Choix du jury : Alexandre Desabrais et Samuel Leroux - Solios
- Choix du public : Nicolas Bilodeau - NICO
- Développement du marché étasunien : Markantoine Lynch-Boisvert - MRKNTN
- Diversité et inclusion : Mahrzad Lari - Wide the Brand
- Économie circulaire : Annette Nguyen - Petit Shwap Club
- En mode croissance : Antoine Bolduc - Atypic
- En mode croissance : Danielle Déry et Gabriel Gosselin - Perlimpinpin
- Entrepreneuse féminine : Marie-Josianne Séguin - SegSea Beachwear
- Excellence : Léa Deschamps - Étudiante au collège Notre-Dame-de-Foy
- Fourrure et cuir : Corinne Bourget and Niki Jessup - Atelier Motel Hotel
- Hommage à un grand bâtisseur : Elliot Lifson - Peerless Clothing

### Gala 2021
Première édition du Gala, mmode a remis quatorze prix pour une valeur total de 140 000 CA$, à des entrepreneurs et créateurs de la relève de la mode québécoise. Ils ont chacun reçu une dotation en reconnaissance de leur excellence et de leur talent, ainsi qu'un prix de distinction, dans les catégories suivantes :
- Coup de cœur du Président - présentée par la Vie en Rose : Noémi Harvey - Les productions RN
- Coup de cœur du public, présentée par les partenaires mm+ : Geneviève Tremblay — Moov ActiveWear
- Distinction Accélérateur - présentée par Banque Nationale : Viviane Lachapelle – Lachapelle Atelier
- Distinction Accélérateur - présentée par Financière Banque Nationale Gestion du Patrimoine Équipe Guy Côté : Claudia Chassé - Lait de poule
- Distinction Accélérateur - présentée par KPMG : Camille Goyette-Gingras – Coop Couturières Pop
- Distinction Croissance - présentée par Fonds de solidarité FTQ : Myriam Belzile-Maguire – Maguire
- Entrepreneuse féminine - présentée par Aubainerie : Marie-Eve Emond – Marmier & Betina Lou
- Étudiant en démarrage d’entreprise - présentée par les partenaires Enseignement et Recherche mmode : Marie-Eve Aubry – Albéric
- Excellence étudiante Michèle Boulanger-Bussière - présentée par Collège LaSalle : Roxanne Ouellet-Bernier – École supérieure de mode ESG UQAM
- Innovation d’affaires - présentée par les partenaires Bâtisseurs mmode : Dominique Dunn – WellDunn
- Innovation, Diversité et inclusion sociale - présentée par les partenaires Bâtisseurs mmode : Eliza Faulkner – Eliza Faulkner
- Innovation, Économie circulaire - présentée par les partenaires Bâtisseurs mmode : Anne-Marie Laflamme – Atelier B
- Rayonnement international - présentée par les partenaires Bâtisseurs mmode : Marie-Ève Lecavalier – Lecavalier
- Rayonnement local - présentée par les partenaires Bâtisseurs mmode : Marilyne Baril – MariGold

## Concours Vision
Lancé en 2022, le concours Vision se veut être l'occasion de réunir à Montréal, étudiants, professeurs, professionnels de l'industrie et créatifs du monde entier.

### Vision 2023
Lors de cette seconde édition du concours, les designers devaient s’inspirer des œuvres gagnantes de trois participants de l’an dernier, soit Danaé Bissonnet, Drew Young et Mando Marie. Les distinctions et leurs lauréats sont les suivants :
- Or : Oliver Vouligny - École ESG UQAM
- Argent : Jade Therrien - Collège LaSalle
- Bronze : Gauthier Rialland - Collège LaSalle

### Vision 2022
Première édition du concours, mmode souhaitait recevoir des idées de design pour de l’équipement de protection individuelle qui permettrait d’ajouter un genre (féminin/masculin), une gradation (grandeurs, différentes morphologies), un style, aux habituels masques et jaquettes. Les distinctions et leurs lauréats sont les suivants :
- Or : Dana Kadhim - Collège LaSalle
- Argent : Laurie Voyer - Cégep Marie-Victorin
- Bronze : Léa Deschamps - Campus Notre-Dame-de-Foy
- #mtlstyle : Gauthier Rialland - Collège LaSalle
- mmode : Audrey Auvinet - Cégep Marie-Victorin
- ArtsThread : Samiha Chetioui - Collège LaSalle